# AMZ Świstak
AMZ Świstak – lekki terenowy pojazd samochodowy  przeznaczony dla jednostek specjalnych. Pojazd został opracowany przez AMZ-Kutno. Został zaprezentowany podczas MSPO 2011.
Pojazd jest przeznaczony do prowadzenia działań rozpoznawczo-dywersyjnych, patrolowania ochrony konwojów, wsparcia działań formacji specjalnych (zadania uderz i znikaj) oraz do realizacji zadań logistycznych. 
Konstrukcję pojazdu oparto na włoskim podwoziu Bremach T-rex. Zastosowano konstrukcję rurową o otwartym nadwoziu. Podłoga pojazdu jest płaska. Szyby przednie można położyć na maskę pojazdu. Maskę oraz nadkola wzmocniono w celu wytrzymania obciążenia chodzącego po nich członka załogi pojazdu. Zapasowe koło umieszczono na prawym boku pojazdu. 
Aktualnie pojazd nie znajduje się na wyposażeniu Sił Zbrojnych Rzeczypospolitej Polskiej.